# 阿卜杜勒·拉扎克·拉贾
阿卜杜勒·拉扎克·拉贾，是一名巴基斯坦政治家，巴基斯坦人民黨籍。自2018年8月以来一直是信德省议会成员。

## 政治生涯
他在2018年巴基斯坦大选中从PS-90选区当选为巴基斯坦人民党的候选人。